# Maeotias marginata
Maeotias marginata är en nässeldjursart som beskrevs av Modeer 1791. Maeotias marginata ingår i släktet Maeotias och familjen Olindiasidae. Det är osäkert om arten förekommer i Sverige. Inga underarter finns listade i Catalogue of Life.